# Улица Анатолия Петрицкого
Улица Анатолия Петрицкого (укр. Вулиця Анатолія Петрицького) — улица в Святошинском районе города Киева, местность Святошино. Пролегает от Берестейского проспекта до улицы Отдыха.
Приобщаются улицы Львовская, Верховинная и Михаила Котельникова.

## История
Улица возникла в начале XX века как часть 1-й Просеки. Современное название в честь украинского живописца Анатолия Петрицкого — с 1965 года.